# Krigarmunk

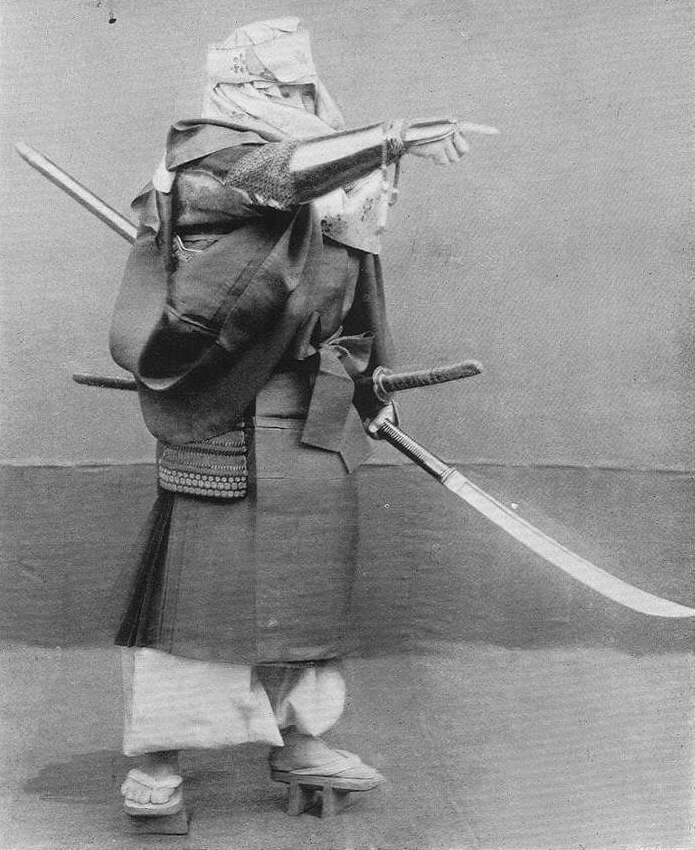
Japansk sōhei-krigarmunk med rustning och naginata.

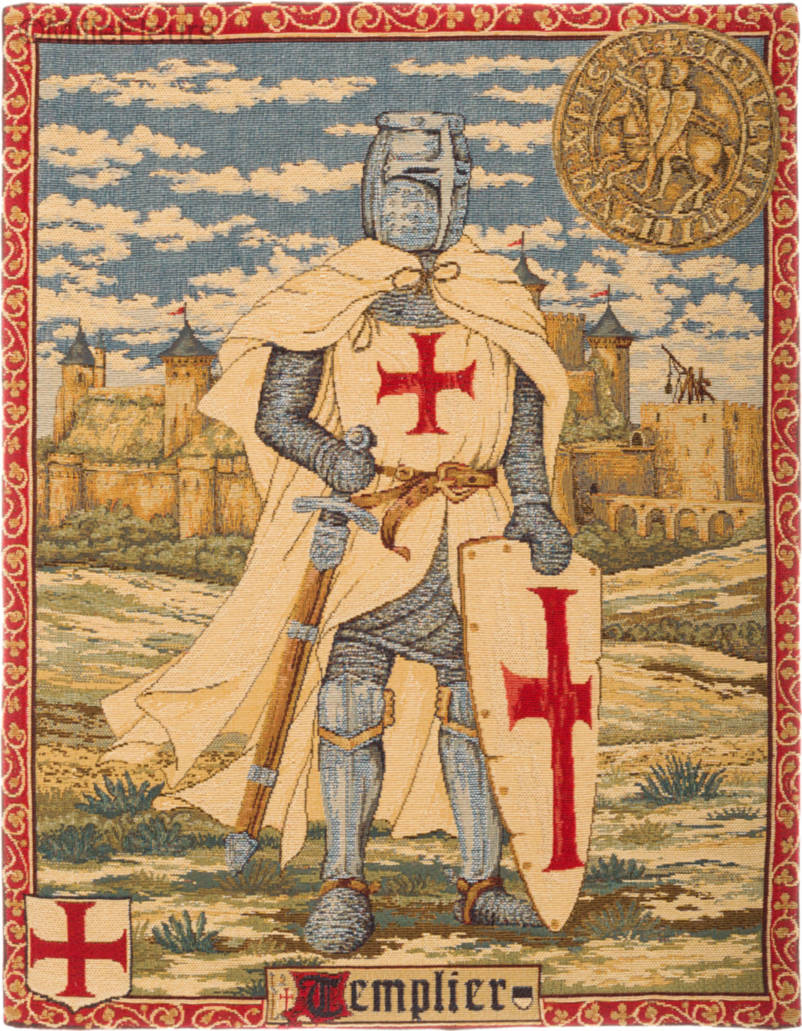
Tempelherre, en korsriddare av Tempelherreorden.

Krigarmunk, stridsmunk eller kampmunk är ett koncept inom flera olika kulturer av en person som kombinerar aspekter av att vara munk, såsom djup religiös hängivenhet och en asketisk livsstil, med att vara en krigare, tränad att engagera sig i våldsamma konflikter.

## Exempel

### Buddhism
- Shaolinmunk – kinesiska kampmunkar hörande Shaolinorden som utövar särskilda former av kung fu
- Sōhei – en typ av japansk buddhistisk krigarmunk, historiskt även kallade ”buddhasoldater”[1]
  - Saito Musashibo Benkei – känd sōhei

### Kristendom
- Korsriddare — andliga riddare som deltog i medeltidens korståg efter att ha svurit en helig ed på att befria Jerusalem, den Heliga Staden
  - Johanniterorden – medeltida krosriddarorden
  - Tempelherreorden – medeltida korsriddarorden
  - Tyska orden – medeltida korsriddarorden

### Sikhism
- Sant Sipahi(en) – sikhistisk ideologi inspirerad av Sikhguruerna(en) av en helgonsoldat som ska hålla ens liv i strikt disciplin både i sinne och kropp

## I fiktion
- Jediorden – religiös riddarorden inom Star Wars-världen
- Space Marines – religiösa elitsoldater inom Warhammer 40K-världen